# Калиняк, Богдан Михайлович
Богдан Калиняк (29 января 1962 — 28 января 2014) — украинский частный предприниматель, общественный активист, участник Евромайдана. Герой Украины (2014, посмертно).

## Биография
Родился 1962 года в Коломые.

## Участие в Евромайдане
В декабре 2013 — январе 2014 года несколько раз приезжал в Киев, участвовал в Евромайдане — помогал материально и делал денежные пожертвования, помогал раненым, участвовал в дежурствах. В одну из поездок вернулся домой больным и 28 января 2014 года умер в больнице. В ноябре 2014 года ему было посмертно присвоено звание «Герой Украины».

## Память

### Награды
- Звание Герой Украины с вручением ордена «Золотая Звезда» (21 ноября 2014, посмертно) — за гражданское мужество, патриотизм, героическое отстаивание конституционных принципов демократии, прав и свобод человека, самоотверженное служение Украинскому народу, обнаруженные во время Революции достоинства[1]
- Медаль «За жертвенность и любовь к Украине» (УПЦ КП, июнь 2015) (посмертно)[2]